# Koeleria luerssenii
Koeleria luerssenii är en gräsart som först beskrevs av Karel Domin, och fick sitt nu gällande namn av Karel Domin. Koeleria luerssenii ingår i släktet tofsäxingar, och familjen gräs. Inga underarter finns listade i Catalogue of Life.